# شوربلاغ (ترتر)
شوربلاغ ( ترکی آذربایجانی: Shorbulag) یک منطقهٔ مسکونی در جمهوری آرتساخ است که در استان مارتاکرت واقع شده‌است.